# Salix jurtzevii
Salix jurtzevii är en videväxtart som beskrevs av A. Skvortsov. Salix jurtzevii ingår i släktet viden, och familjen videväxter. Inga underarter finns listade i Catalogue of Life.